# Майоровский (Суровикинский район)
Майоровский — хутор в Суровикинском районе Волгоградской области России. Входит в состав Качалинского сельского поселения.

## История
В «Списке населённых мест Земли Войска Донского», изданном в 1864 году, населённый пункт упомянут как хутор Майорский в составе юрта станицы Пятиизбянской Второго Донского округа, при ерике, впадающем в речку Лиску, расположенный в 73 верстах от окружной станицы Нижне-Чирской. В Майорском имелось 39 дворов и проживало 92 жителя (48 мужчин и 44 женщины).

Согласно Списку населённых мест Области Войска Донского по переписи 1873 года в населённом пункте насчитывалось 56 дворов и проживало 140 душ мужского и 171 женского пола.

В 1921 году в составе Второго Донского округа включен в состав Царицынской губернии. В период с 1928 по 1935 годы хутор входил в состав Плесистовского сельсовета Калачёвского района. В 1935 году Плесистовский сельсовет перешёл в подчинение новообразованного Кагановичского района (в 1957 году переименован в Суровикинский).
Согласно решению исполнительного комитета Сталинградского областного совета депутатов трудящихся от 09 июля 1953 года № 24/1600 Майоровский становится центром Майоровского сельсовета. На основании закона Волгоградской области «Об установлении границ и наделении статусом Суровикинского района и муниципальных образований в его составе» от 28 октября 2004 года хутор был включён в состав Качалинского сельского поселения.

## География
Хутор находится в юго-западной части Волгоградской области, на берегах реки Быстрый Ерик (приток реки Лиска), на расстоянии примерно 38 километров (по прямой) к северо-востоку от города Суровикино, административного центра района. Абсолютная высота — 77 метров над уровнем моря.

Климат классифицируется как влажный континентальный с тёплым летом (согласно классификации климатов Кёппена — Dfa).
Часовой пояс
Хутор Майоровский, как и вся Волгоградская область, находится в часовой зоне МСК (московское время). Смещение применяемого времени относительно UTC составляет +3:00.

## Население
| 2010 |
| ---- |
| 452  |

Гендерный состав
По данным Всероссийской переписи населения 2010 года в гендерной структуре населения мужчины составляли 45,6 %, женщины — соответственно 54,4 %.
Национальный состав
Согласно результатам переписи 2002 года, в национальной структуре населения русские составляли 70 %.

## Инфраструктура
В Майоровском функционируют средняя общеобразовательная школа, фельдшерско-акушерский пункт, дом культуры и отделение Почты России.

## Улицы
Уличная сеть хутора состоит из 7 улиц.